# 刘群
刘群（1965年—），重庆市人，汉族，中华人民共和国政治人物、第十二届全国人民代表大会重庆地区代表。
毕业于西南大学区域经济学专业。加入中国民主同盟。2013年，担任全国人大代表。